# The Afters
The Afters è il nome di un gruppo musicale statunitense di genere christian rock, originario di Dallas (Texas) e attivo dal 1999.

## Formazione

### Formazione attuale
- Matt Fuqua - voce, chitarre
- Josh Havens - voce, tastiere, chitarre
- Jordan Mohilowski - batteria
- Dan Ostebo - basso

### Ex componenti
- Brad Wigg - chitarre, basso, voce
- Marc Dodd - batteria
- Niko Red Star - basso

## Discografia

### Album in studio
- 2001 - When the World Is Wonderful (indipendente)
- 2005 - I Wish We All Could Win (Epic Records)
- 2008 - Never Going Back to OK (Columbia Records)
- 2010 - Light Up the Sky (Columbia/INO)
- 2013 - Life Is Beautiful (Columbia/INO)
- 2016 - Live on Forever (Fair Trade Services)
- 2019 - Fear No More (Fair Trade Services)

### Album dal vivo
- 2002 - Live @ the Door (pubblicato come Blisse)
- 2021 - Where Heaven Touches Earths: Live at the Grove

### Raccolte
- 2018 - The Beginning & Everything After (Fair Trade Services)

### EP
- 2008 - Never Going Back to OK - EP